# Peștera cu Corali
Peștera cu Corali se află în Munții Vâlcan, județul Hunedoara, la o distanță de 12 km de localitatea Câmpu lui Neag.

## Acces
Peștera cu Corali se află pe Valea Scorotei. Din dreptul confluenței Jiului de Vest cu râul Scorota se urcă pe versantul drept al Jiului, printr-o zonă de tufișuri dese și copaci izolați ce acoperă versantul culmii Cioaca. Diferența de nivel este de 110 m. Altitudinea absolută este de 1000 m.

## Istoric
Peștera a fost descoperită în anul 1970 de către membri ai clubului de speologie „Focul Viu” din București,  sub culmea Cioaca din Munții Vâlcan. Un an mai târziu s-a realizat și planul peșterii, iar în 1972 a fost declarată rezervație speologică și închisă accesului publicului.

## Descriere
Peștera este una liniară, fosilă și descendentă cu o lungime de 83 m. Intrarea oferă acces într-o galerie înaltă de 2–4 m, cu lățimi de 5–8 m. Aceasta se îngustează la 1 m într-un punct numit Altarul. Planșeul este acoperit cu blocuri desprinse din tavanul peșterii.
După ce se parcurg 50 m se coboară o săritoare de 5 m. La baza acesteia începe Sala cu Coralite cu o înălțime de 5–7 m și o lungime de 30 m. Condițiile prezente în peșteră au fost ideale pentru dezvoltarea coralitelor și clusteritelor. Acestea au forme și culori diferite, ce variază de la alb translucid la roșu-maron.
Deși a fost distrusă în mare parte de vizitatori, rezervația prezintă multe urme ale numeroaselor concrețiuni (clusterite, stalactite, draperii și cruste).
Peștera este închisă cu o poartă metalică, accesul fiind interzis datorită statutului de rezervație naturală.